# Porcellanopagurus adelocercus
Porcellanopagurus adelocercus is een tienpotigensoort uit de familie van de Paguridae. De wetenschappelijke naam van de soort is voor het eerst geldig gepubliceerd in 1998 door McLaughlin & Hogarth.